# Sankt Marienkirchen bei Schärding
Sankt Marienkirchen bei Schärding település Ausztriában, Felső-Ausztria tartományban, a Schärdingi járásban, területe 25 km².

## Fekvése
Tengerszint feletti magassága 338 méter. Sankt Marienkirchen bei Schärding Pocking, Suben, Sankt Florian am Inn, Taufkirchen an der Pram, Eggerding és Antiesenhofen településekkel határos.

## Népesség
Lakosainak száma 1832 fő (2018. január 1.).